# Deutsche Bank IBCF
Das Deutsche Bank Investment Banking Center Frankfurt (IBCF) war ein 2018 abgerissenes, 93 Meter hohes Hochhaus in der Großen Gallusstraße (Hausnummer 10–14) der Innenstadt von Frankfurt am Main.

## Geschichte
Das Hochhaus entstand 1969–1971 nach einem Entwurf des Architekten F. Wilhelm Simon und zählte zu den wenigen Hochbauten dieser Generation, die seitdem weitgehend unverändert erhalten geblieben waren. Es diente als Center für den Investment Banking-Bereich der Deutschen Bank. Nachdem die Bank das Hochhaus und die umliegenden Grundstücke (das Deutsche-Bank-Dreieck) im Jahr 2015 verkauft hatte, wurde das Hochhaus im Rahmen der Neubebauung des Areals zwischen April und Oktober 2018 abgerissen. Es wird durch mehrere Türme des Projekts Four ersetzt, deren Fertigstellung für 2025 geplant ist.

## Architektur
Das Gebäude stand auf einer langgestreckten, rechteckigen Parzelle mit Nordost-Südwest-Ausrichtung. Den überwiegenden Teil der bebauten Fläche machte ein langgezogener, siebenstöckiger Trakt im Südwesten aus. An diesen schloss im nördlichen Hof ein etwas niedrigerer, hauptsächlich verglaster Anbau an. Im Nordosten der Parzelle stand quer dazu, ebenfalls auf rechteckigem Grundriss, aber zur Großen Gallusstraße in der gleichen Flucht wie das Haupthaus, ein 21-stöckiges Hochhaus.
Die einheitliche Gestaltung von Nebentrakt und Hochhaus war von der Spätphase des internationalen Stils geprägt. Jedes Stockwerk hatte vollständig umlaufende Fensterbänder; die geringen Brüstungsflächen sowie ein von der Vorhangfassade ausgesparter Teil des niedrigeren Annexbaus im Südwesten waren mit einem dunklen Naturstein verkleidet. Die Vorhangfassade bestand aus dunkelbraunem Stahl, die horizontal umlaufende Balkone mit Brüstung und vertikal aufgeblendete Gestänge realisierte.

## Trivia
- Das Hochhaus war 2017 Handlungsort für die 1076. Tatort-Episode „Der Turm“.